# Job: A Masque for Dancing

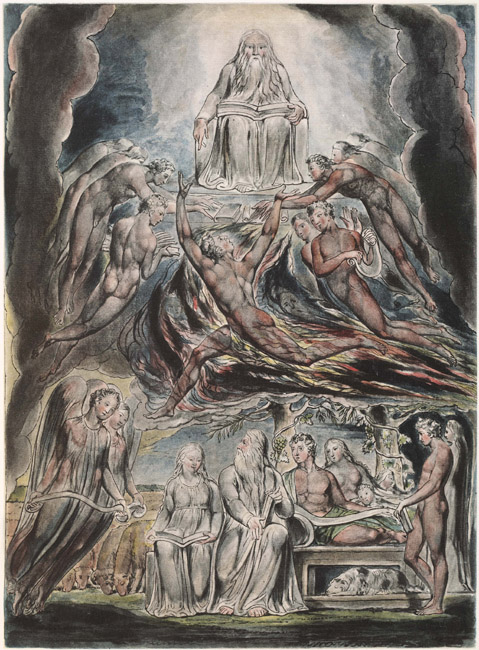
William Blake: Satan Before the Throne of God (aus Illustrations of the Book of Job, 1805–06/1821)

Job: A Masque for Dancing ist eine Ballettmusik des englischen Komponisten Ralph Vaughan Williams (1872–1958). Die 1930 konzertant uraufgeführte Komposition wurde durch die Illustrations of the Book of Job von William Blake nach Szenen des alttestamentlichen Buches Hiob inspiriert.

## Entstehung und Uraufführung
Vaughan Williams begann 1927 mit der Komposition des Balletts Job: A Masque for Dancing. Das Szenario in 8 Bildern hatten Geoffrey Keynes und Gwendolen Raverat (eine Cousine von Vaughan Williams) entworfen, inspiriert von den insgesamt 21 Illustrations of the Book of Job des englischen Dichters und Malers William Blake, die Szenen des alttestamentlichen Buches Hiob darstellen. Keynes gelang es allerdings nicht, auch Sergei Djaghilew, Direktor der Ballets Russes, für das insgesamt handlungsarme Sujet zu interessieren. Vaughan Williams wählte für seine Musik die Bezeichnung „Masque“ („Maskenspiel“).
Die Uraufführung in konzertanter Form fand am 23. Oktober 1930 beim Norwich Festival unter Leitung des Komponisten statt. Die szenische Uraufführung erfolgte am 5. Juli 1931 im Londoner Cambridge Theatre unter Leitung von Constant Lambert in der Choreographie von Ninette de Valois und Kostümen von Gwendolen Raverat mit dem Vic-Wells Ballet und Anton Dolin in der Rolle des Satan. Lambert erstellte zu diesem Zweck eine für Bühnenzwecke geeignetere Fassung für kleineres Orchester des ursprünglich großbesetzten Werkes.
In den Folgejahren setzte sich Adrian Boult – dem das 1934 gedruckte Werk rückwirkend auch gewidmet wurde – für die konzertante Fassung der Komposition ein und dirigierte sie allein zwischen 1935 und 1939 in Salzburg, Genf, Monte Carlo, Chicago und Brüssel. Boult nahm Job zwischen 1946 und 1970 insgesamt viermal auf Schallplatte auf, zuletzt mit dem London Symphony Orchestra.
1934 vermerkte der Komponist Rutland Boughton, „daß dies die wichtigste Musik ist, die je ein Engländer meiner Generation geschrieben hat.“

## Besetzung und Aufführungsdauer
Die Konzertfassung von Job, in der das Werk gemeinhin erklingt, verwendet ein großes Orchester, das auch Saxophon, Orgel und umfangreiches Schlagwerk einschließt:
3 Flöten (III. auch Piccolo und Altflöte, optional), 2 Oboen (II. optional), Englischhorn, 3 Klarinetten (III. optional), Bassklarinette, Altsaxophon (optional), 2 Fagotte, Kontrafagott (optional), 4 Hörner, 3 Trompeten (III. optional), 3 Posaunen, Tuba, 2 Harfen (II. optional), Orgel, Pauken, Schlagzeug (Kleine Trommel, Große Trommel, Triangel, Becken, Xylophon, Glockenspiel, Tamtam) und Streicher.
Die Aufführungsdauer beträgt etwa 40 bis 45 Minuten.

## Musik
Die Komposition ist in acht Szenen und einen Epilog gegliedert. Durch teilweise weitere Unterteilungen ergeben sich folgende Abschnitte (deutsche Übersetzung jeweils in Klammer):
- Szene I:
  - Introduction
  - Pastoral Dance (Pastoraler Tanz)
  - Satan's Appeal to God (Satans Gesuch an Gott)
  - Saraband of the Sons of God (Sarabande der Söhne Gottes)
- Szene II: Satan's Dance of Triumph (Satans Triumph-Tanz)
- Szene III: Minuet of the Sons of Job and Their Wives (Menuett der Söhne Hiobs und ihrer Frauen)
- Szene IV:
  - Job's Dream (Hiobs Traum)
  - Dance of Plague, Pestilence, Famine and Battle (Tanz von Seuchen, Pest, Hungersnöten und Krieg)
- Szene V: Dance of the Three Messengers (Tanz der Boten)
- Szene VI:
  - Dance of Job's Comforters (Tanz der Trösterinnen Hiobs)
  - Job's Curse (Hiobs Fluch)
  - A Vision of Satan (Eine Vision Satans)
- Szene VII:
  - Elihu's Dance of Youth and Beauty (Elihus Tanz der Jugend und Schönheit)
  - Pavane of the Sons of the Morning (Pavane der Söhne des Morgens)
- Szene VIII:
  - Galliard of the Sons of the Morning (Gaillard der Söhne des Morgens)
  - Altar Dance and Heavenly Pavane (Altar-Tanz und himmlische Pavane)
- Szene IX: Epilogue (Epilog)

Nach ruhig-getragenem Beginn schlägt die Stimmung mit dem Erscheinen Satans vor dem Thron Gottes jäh um, dem Gott in Vertrauen auf Hiobs Standfestigkeit die Gewalt über Hiob überlässt. Da dieser trotz aller Anfechtungen und Schicksalsschläge seinem Glauben treu bleibt, wird Satan am Ende jedoch wieder aus dem Himmel verbannt. Das Werk klingt dementsprechend wiederum ruhig aus.
Vaughan Williams setzt nach Art einer Leitmotivik drei Hauptthemen ein: Hiob wird durch ein pastorales Thema (abwechselnd Triolen und Viertel) charakterisiert, Satan durch ein synkopiertes Thema, das Dur und Moll unvermittelt nebeneinanderstellt. Eine absteigende Phrase in majestätisch wirkender Diatonik symbolisiert die Sphäre Gottes. In ihrem teils düsteren Gestus weist die Komposition bereits auf die 1931 bis 1934 entstandene 4. Sinfonie, das harmonisch avancierteste Orchesterwerk des Komponisten, voraus.